# 정민 (프로게이머)
정민(본명: 서정민, 1998년 6월 15일 ~ )은 대한민국의 전직 카트라이더 지도자이다.
이전에는 카트라이더 러쉬플러스 프로게이머로 활동했다.

## 선수 시절
2021년 6월, BARREL에 입단하면서 커리어를 시작했다. 2021-1시즌 팀전 4위를 기록했다.
2021년 9월 10일, 팀 GP에 입단했다. 2021-2시즌 팀전 4위를 기록했다.
2022시즌을 앞두고 팀 GP와 재계약을 체결했다. 2022-1시즌 팀전 우승을 달성했다. 이후 팀이 해체되었다.
2022년 9월 13일, ROX 게이밍에 입단했다. 2022-2시즌 팀전 3위를 달성했다. 이후 팀에서 퇴단했다.

## 지도자 시절
2023년 8월 3일, 성남 ROX 카트라이더: 드리프트 팀의 코치로 부임했다. 2023시즌 4위를 기록했다. 이후 팀이 해체되었다.

## 소속팀

### 선수
| # | 팀명       | 소속 기간                 | 소속 리그 | 비고 |
| - | ---------- | ------------------------- | --------- | ---- |
| 1 | BARREL     | 2021.06.13. ~ 2021.08.21. | KRPL      |      |
| 2 | 팀 GP      | 2021.09.10. ~ 2022.07.13. | KRPL      |      |
| 3 | ROX 게이밍 | 2022.09.13. ~ 2023.03.31. | KRPL      |      |

### 지도자
| # | 팀명     | 직책 | 소속 기간                 | 소속 리그 | 비고 |
| - | -------- | ---- | ------------------------- | --------- | ---- |
| 1 | 성남 ROX | 코치 | 2023.08.03. ~ 2023.12.09. | KDL       |      |

## 수상 내역

### 선수
- 2022 신한은행 헤이영 카트라이더 리그 시즌 1 팀전 우승
- 2022 신한은행 헤이영 카트라이더 리그 시즌 2 팀전 3위
- 2022 카트라이더 러쉬플러스 레전드 챔피언십 팀전 3위